# Hermann von Staabs

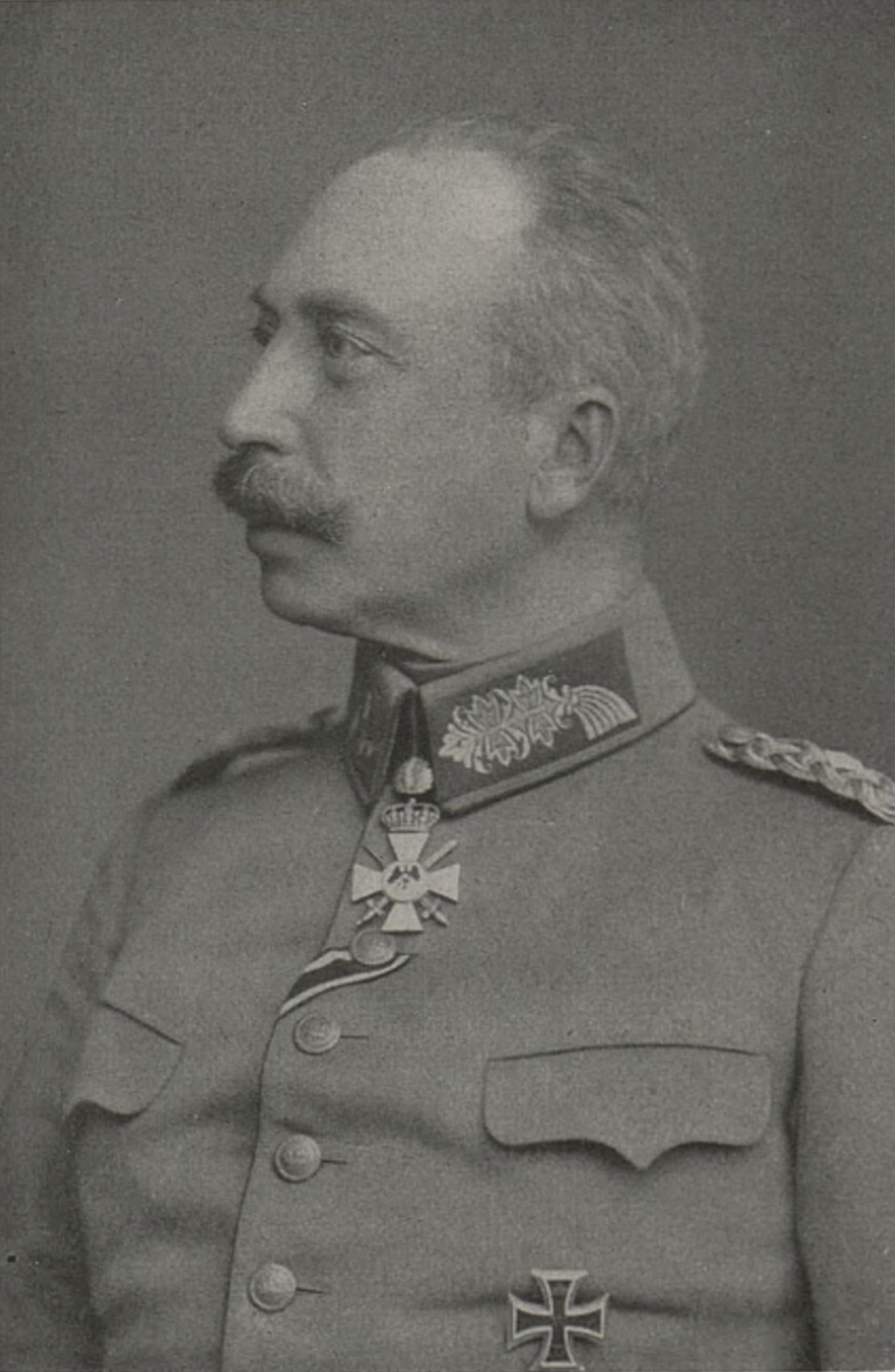
Hermann von Staabs (ca. 1916)

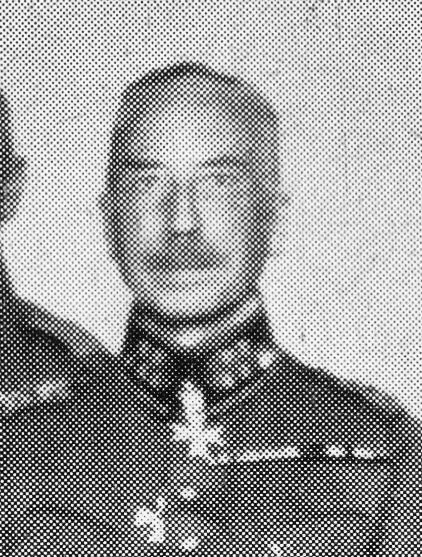
Hermann von Staabs am 10. Jahrestag der Schlacht bei Tannenberg

Hermann Friedrich Staabs, seit 1913 von Staabs (* 11. März 1859 in Aachen; † 7. September 1940 in Kassel) war ein preußischer General der Infanterie im Ersten Weltkrieg sowie Kommandierender General des XXXIX. Reserve-Korps.

## Leben
Als Sekondeleutnant wurde Staabs am 14. April 1877 aus dem Kadettenkorps kommend dem Infanterie-Regiment Nr. 62 der Preußischen Armee überwiesen. Vom 1. Oktober 1879 bis 31. Januar 1884 diente er dort als Bataillonsadjutant und wurde anschließend in das Infanterie-Regiment Nr. 59 versetzt. Ab 1. Oktober 1885 absolvierte Staabs für drei Jahre die Kriegsakademie.
Die meiste Zeit seiner militärischen Karriere verbrachte er im Generalstab. Hier stieg er bis zum Leiter der Eisenbahnabteilung auf. Nach dem Ersten Weltkrieg verfasste er ein Buch, in dem er der Auffassung von Moltke widersprach, dass es nicht möglich gewesen wäre, den Schwerpunkt des deutschen Aufmarsches schnell an die Ostfront zu verlegen.
Am 16. Juni 1913 wurde Staabs anlässlich des 25-jährigen Regierungsjubiläums von Kaiser Wilhelm II. in den erblichen preußischen Adelsstand erhoben.
Bereits vor Ausbruch des Ersten Weltkrieges war Staabs Kommandeur der 37. Division. Im August 1914 war seine Division Teil der in Ostpreußen stehenden 8. Armee an der Ostfront. Seine Truppen kämpften im Rahmen des XX. Armee-Korps unter Friedrich von Scholtz in der Schlacht bei Tannenberg und in der Schlacht an den Masurischen Seen. In der Zeit vom 15. Juni 1915 bis zum 6. Juli 1916 war Staabs Kommandeur der 3. Division. Seine Truppen kämpften im Juli 1915 in der Durchbruchsschlacht bei Przasnysz und verfolgten dann zum unteren Narew. Im September drangen sie nach Wolkowysk vor und gingen ab 20. Oktober zwischen Narotsch- und Dryswjatysee zum jahrelangen Stellungskrieg über. Für sein Wirken hatte er im August 1915 die Schwerter zum Roten Adlerorden II. Klasse und der königlichen Krone erhalten.
Am 7. Juli 1916 wurde er als Nachfolger von Otto von Lauenstein Kommandeur des XXXIX. Reserve-Korps. Das Korps wurde nach der Kriegserklärung Rumäniens im August 1916 an den Rumänischen Kriegsschauplatz verlegt. Als Teil der 9. Armee unter dem Kommando von Erich von Falkenhayn zeichneten sich seine Truppen Anfang Oktober besonders in der Schlacht bei Kronstadt aus. Zusammen mit dem I. Reserve-Korps hielt er bis Ende November gegenüber den Rumänen am Kamm des Fogarascher Gebirge stand. Für die Teilnahme an der Besetzung von Ploesti und die Einnahme von Bukarest am 6. Dezember 1916 wurde er am 11. Dezember 1916 mit dem Orden Pour le Mérite ausgezeichnet.
Am 3. Dezember 1917 wurde Staabs zum General der Infanterie ernannt. Das Korps war im Rahmen der 2. Armee an der Deutschen Frühjahrsoffensive 1918 beteiligt. Vom 17. März bis 22. Mai 1918 war Staabs gleichzeitig Kommandeur seines XXXIX. Reserve-Korps und Führer des XIII. (Königlich Württembergisches) Armee-Korps. Er erhielt für die Leistungen seiner Truppen am 15. Mai 1918 auch das Eichenlaub zum Pour le Mérite verliehen.
Er war der Vater von Gerdhild von Staabs (1900–1970), der Begründerin des Scenotest.

## Schriften
- Aufmarsch nach zwei Fronten. Auf Grund der Operationspläne von 1870–1914.